# Magnus Bramming
Magnus Grubb Bramming, más conocido como Magnus Bramming, (Roskilde, 1 de octubre de 1990) es un jugador de balonmano danés que juega de extremo izquierdo en el Team Tvis Holstebro de la 888ligaen. Es internacional con la selección de balonmano de Dinamarca.
Su primer gran campeonato con la selección fue el Campeonato Europeo de Balonmano Masculino de 2020.

## Palmarés

### Team Tvis Holstebro
- Copa de Dinamarca de balonmano (1):

## Clubes
| Club                  | País      | Año         |
| --------------------- | --------- | ----------- |
| Nordsjælland Håndbold | Dinamarca | 2011 - 2012 |
| Team Tvis Holstebro   | Dinamarca | 2012 - Act. |